# Mona Hatoum

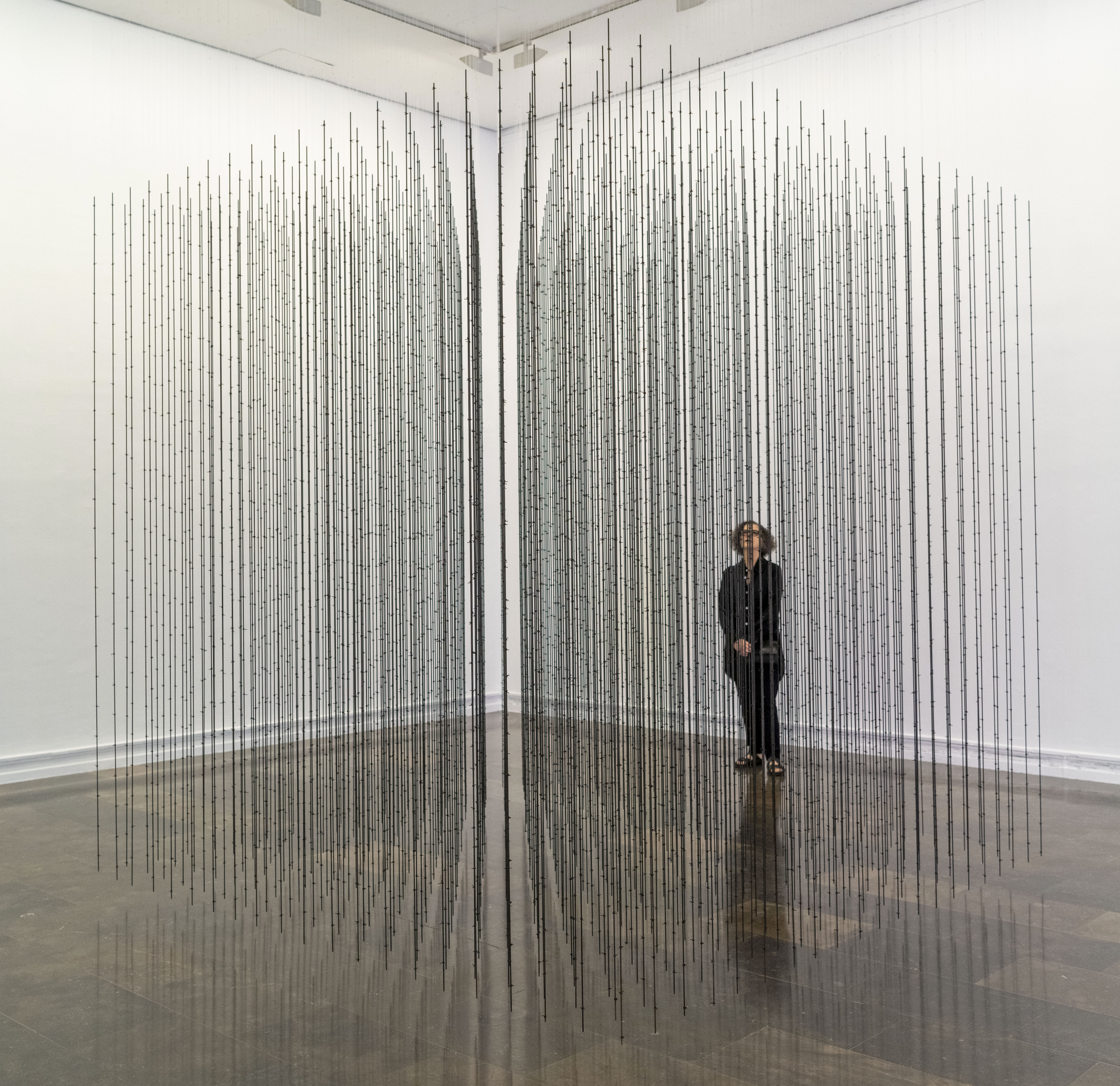
Mona Hatoum przy swojej pracy Impenetrable z 1999, prezentowanej na wystawie w Walencji w 2021

Mona Hatoum (arab. منى حاطوم, ur. 11 lutego 1952 w Bejrucie w Libanie) – brytyjsko-palestyńska artystka wideo, wykładowczyni akademicka, rzeźbiarka i autorka instalacji, mieszkająca w Londynie i Berlinie.

## Życiorys
Wywodzi się z palestyńskiej rodziny, która emigrowała do Libanu. Przez całe dzieciństwo rysowała i ilustrowała na lekcjach. Studiowała przez 2 lata projektowanie graficzne w Beirut University College w Libanie, a następnie rozpoczęła pracę w agencji reklamowej, z której nie była zadowolona. Kiedy w 1975 przebywała z krótką wizytą w Londynie, wybuchła wojna domowa w Libanie, co spowodowało, że Hatoum nie mogła wrócić i musiała na stałe osiedlić się w Wielkiej Brytanii. W Londynie ukończyła Byam Shaw School of Art oraz Slade School of Art (część London University College). W latach 1980–1981 zaczęła zajmować się rzeźbą i wideo.

### Wybrane wystawy
- 1994 – Centre Georges Pompidou w Paryżu[4]
- 1995 – Biennale w Wenecji[4]
- 2000 – Tate Britain w Londynie
- 2005 – Muzeum Sztuki Współczesnej w Sydney[5]
- 2005 – Biennale w Wenecji[4]
- 2006 – Biennale w Sydney[4]

### Nagrody i nominacje
- 1995 – nominacja do Nagrody Turnera[6]
- 2011 – nagroda Fundació Joan Miró[7]
- 2016 – Medal Award, nagroda Museum of Fine Arts w Bostonie[8]
- 2017 – nagroda Hiroshima Art Prize, przyznawana przez miasto Hiroszima w uznaniu artystów, działających na rzecz pokoju[9].

## Twórczość
W swojej twórczości posługuje się różnymi technikami i materiałami i korzysta z różnych mediów. W instalacjach i rzeźbie często prezentuje dobrze znane, codzienne przedmioty w taki sposób, że wydają się niepokojące lub niebezpieczne. Podejmuje tematy tożsamości, ciała, wyobcowania, przemocy.

### Wybrane dzieła
- Changing Parts (wideo, 1984)[11]
- Measures of Distance (wideo, 1988) – film pokazujący nagą matkę artystki, częściowo zasłoniętą przez arabskie pismo[12]
- Over My Dead Body (billboard, 1988)[13]
- Light Sentence (instalacja, 1992)[14]
- Socle du Monde (rzeźba, 1992-1993)[15]
- Corps étranger (instalacja, 1994)[16]
- Homebund (instalacja, 2000) – przybory kuchenne i meble, połączone przewodami elektrycznymi z żarówkami, które zapalają się i przygasają[17]
- Grater Divide (rzeźba, 2002) – parawan wyglądający jak wielka tarka do sera[2]
- Nature morte aux grenades (kryształ, stal, guma, 2006/2007) – kolorowe przedmioty, przypominające owoce i granaty ręczne
- Round and Round (instalacja, brąz, 2007) – stół, na którym ułożone są figurki żołnierzy
- Daybead (rzeźba, stal pomalowana na czarno, 2008) – metalowa tarka wielkości łóżka
- Paravent (rzeźba, 2008) – ścianka działowa w formie metalowej tarki
- Cube (rzeźba, 2008) – geometryczna siatka z drutu kolczastego[5]
- Jardin Suspendu (instalacja 2008–10) – instalacja wykonana z worków z piasku, przypominających barykady, i żywych roślin[13]
- Hot Spot III (rzeźba, 2009) – rzeźba przedstawiająca kulę ziemską, z kontynentami wyznaczonymi przez czerwony neon; tytuł nawiązuje do określenia oznaczającego miejsce niebezpieczne, w którym występują niepokoje cywilne lub działania militarne[2]
- Interior/Exterior Landscape (instalacja, 2010)[18]